# Wide Field of View
Wide Field of View ou WFOV est un satellite expérimental américain dont l'objectif est de tester un nouveau senseur développé pour la future série des satellites d'alerte avancée Next-Generation Overhead Persistent InfraRed. Le satellite, placé en orbite géostationnaire le 1er juillet 2022, est développé conjointement par les forces spatiales américaines et le Centre de recherche Ames de la NASA.

## Caractéristiques techniques
Le satellite d'environ une tonne est construit autour d'une plateforme stabilisée 3 axes Aquila M8 conçue par Millennium Space Systems, filiale de Boeing, pour les satellites circulant en orbite géostationnaire de taille moyenne. L'énergie est fournie par des panneaux solaires qui sont déployés en orbite. Sa charge utile est constituée par un senseur de nouvelle génération OPIR qui doit équiper la future série des satellites d'alerte avancée Next-Generation Overhead Persistent InfraRed. OPIR est un capteur infrarouge disposant de 6 degrés de liberté et dont la masse est de 200 kilogrammes,,. 

## Déroulement de la mission

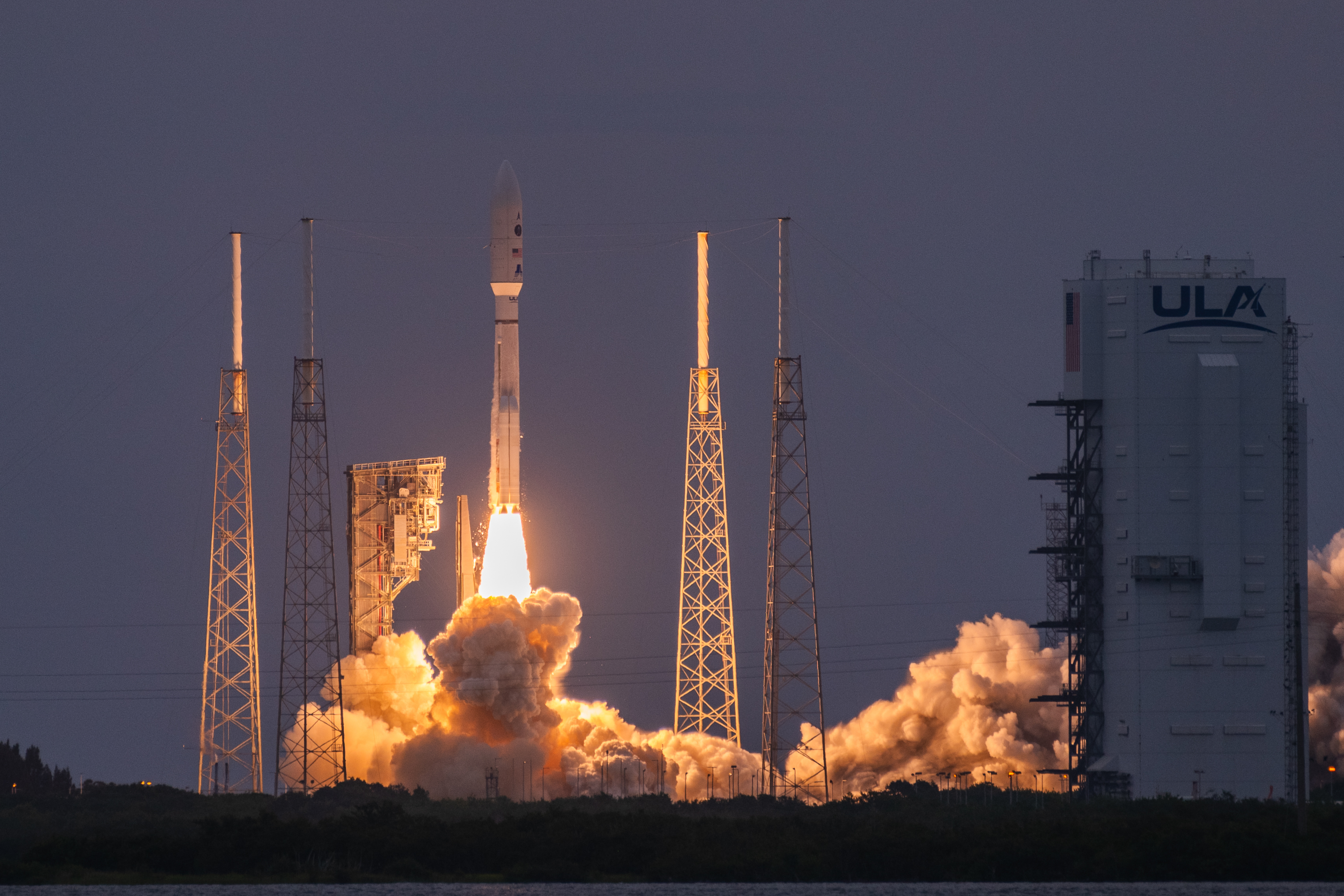
Lancement du satellite par un lanceur Atlas V, le 1 juillet 2022.

Le satellite est placé en orbite géostationnaire le 1er juillet 2022 par un lanceur Atlas V 541 avec un autre satellite militaire lors de la mission USSF-12. La durée de la mission est de 3 à 5 ans.